# Rajon Bagrationowsk
Der Rajon Bagrationowsk ist eine Verwaltungseinheit in der russischen Oblast Kaliningrad. Er befindet sich im Südwesten der Oblast.
Seit 2017 besteht der Rajon nur noch administrativ-territorial und wird mit Administrativer Rajon Bagrationowsk (russisch Багратионовский административный район) bezeichnet. Die kommunale Selbstverwaltung wird als Munizipalkreis organisiert, dessen Verwaltungssitz die Stadt Bagrationowsk (Preußisch Eylau) ist.

## Geographische Lage
Der Rajon Bagrationowsk befindet sich südlich der Stadt Kaliningrad direkt an der Grenze zu Polen und ist sehr dünn besiedelt.
Durch den Rajon verlaufen zwei Straßen zwischen der russischen Exklave und Polen, nämlich die beiden Regionalstraßen 27A-003 (ex R 516) und 27A-018 (ex A 195), sowie die beiden Eisenbahnstrecken Kaliningrad–Mamonowo und Kaliningrad–Bagrationowsk.
Wichtigstes Gewässer ist der Fluss Prochladnaja (Frisching), der allerdings im Rajon Gurjewsk bei Uschakowo (Brandenburg) ins Frische Haff mündet.

## Kommunale Selbstverwaltung
Auf dem Territorium des Rajons Bagrationowsk besteht die kommunale Selbstverwaltungseinheit Munizipalkreis Bagrationowsk (ru. Багратионовский муниципальный округ, Bagrationowski munizipalny okrug) mit der Stadt Bagrationowsk und den weiteren auf dem Territorium des Rajons befindlichen 87 Siedlungen.

## Partnerschaft
Der Rajon unterhält eine Partnerschaft mit dem Landkreis Verden in Niedersachsen.

## Geschichte
Der Rajon wurde am 7. April 1946 als Kroizburgski rajon in der Nachfolge des infolge des Zweiten Weltkriegs sich in der Sowjetunion befindlichen Nordteils des bis 1945 bestehenden Kreises Preußisch Eylau gegründet. Dieser hatte in den Jahren 1818/19 kurzzeitig Kreis Kreuzburg geheißen. Die ehemalige Stadt Kreuzburg, ab 1947 russisch Slawskoje, war in den Endkämpfen des Zweiten Weltkriegs allerdings fast völlig zerstört worden. Zuständig für den Rajon war zunächst die Verwaltung für zivile Angelegenheiten des Rajons Kreuzburg in Preußisch Eylau (ru. Управление по гражданским делам Кройцбургского района, Uprawlenie po graschdanski delam Kroizburgskowo rajona).
Am 7. September 1946 wurde die Stadt Preußisch Eylau in Bagrationowsk umbenannt und der Rajon in Bagrationowski rajon. Im Sommer 1947 wurde zur Verwaltung des Rajons das Exekutivkomitee des Bagrationowsker Rajonsowjets der Abgeordneten der Werktätigen ernannt (ru. Исполнительный комитет Багратионовского районного Совета депутатов трудящихся, Ispolnitelny komitet Bagrationowskowo rajonowo Soweta deputatow trudjaschtschichsja; kurz: Багратионовский Райисполком, Bagrationowski Rajispolkom). Im Jahr 1977 wurde der Begriff „der Abgeordneten der Werktätigen“ durch „der Volksabgeordneten“ ersetzt (ru. народных депутатов, narodnych deputatow).
Am 25. Juli 1947 wurde der nördliche Teil des Rajons dem neu gegründeten Rajon Kaliningrad angegliedert. Am 27. April 1959 kamen Teile des wieder aufgelösten Rajon Kaliningrad in erweiterter Form an den Rajon Bagrationowsk zurück und am 12. Dezember 1962 wurde der Rajon Laduschkin angeschlossen. Dadurch kamen auch die beiden weiteren Städte Laduschkin (Ludwigsort) und Mamonowo (Heiligenbeil) zum Rajon. Zu diesem Zeitpunkt reichte der Rajon im Norden bis zur Stadt Kaliningrad und bis zum Fluss Pregel. Am 12. Januar 1965 wurde der nördlichste Teil des Rajons dem Rajon Gurjewsk angegliedert.
Nach dem Zerfall der Sowjetunion wurde im Jahr 1992 das Verwaltungsorgan in Administration des Rajons Bagrationowsk umbenannt (ru. Администрация Багратионовского района, Administrazija Bagrationowskowo rajona). In den Jahren 1997 und 1999 wurden auf dem Territorium des Rajons Bagrationowsk die drei kommunalen Selbstverwaltungseinheiten Stadt Laduschkin, Stadt Mamonowo und Rajon Bagrationowsk eingerichtet. Im Jahr 2004 bekamen diese Verwaltungseinheiten jeweils den Status eines Stadtkreises (ru. Городской округ, Gorodskoi okrug). Der Stadtkreis Bagrationowsk wurde von der Gerichtsbarkeit jedoch verworfen. Daraufhin bekam diese Verwaltungseinheit im Jahr 2008 den Status eines „munizipalen“ Rajons und wurde mit Munizipaler Rajon Bagrationowsk (ru. Багратионовский муниципальный район, Bagrationowski munizipalny rajon) bezeichnet; darin wurde die kommunale Selbstverwaltung auf die lokale Ebene ausgeweitet und die bestehenden elf Dorfbezirke in vier Landgemeinden umgewandelt. Im Jahr 2010 wurden der Stadtkreis Laduschkin und der Stadtkreis Mamonowo auch administrativ-territorial aus dem Rajon Bagrationowsk ausgegliedert. Im Jahr 2017 wurde die kommunale Selbstverwaltung des Rajons Bagrationowsk (wieder) als Stadtkreis organisiert. Im Jahr 2022 wurde der Stadtkreis in einen Munizipalkreis umgewandelt.

### Dorfsowjets/Dorfbezirke 1947–2008
| Name           | Verwaltungssitz                        | deutscher Name       | Bemerkungen |
| -------------- | -------------------------------------- | -------------------- | --- |
| Gwardeiski     | Gwardeiskoje                           | Mühlhausen           | |
| Kornewski      | Kornewo                                | Zinten               | seit 1963, vorher im Rajon Laduschkin |
| Lugowskoi      | Lugowoje                               | Gutenfeld            | seit 1959, vorher als Tschechowski im Rajon Kaliningrad, ab 1965 im Rajon Gurjewsk, teilweise weiter als Tschechowski                              |
| Nadeschdinski  | Nadeschdino                            | Lampasch             | |
| Niwenski       | Niwenskoje                             | Wittenberg           | seit 1959, vorher im Rajon Kaliningrad |
| Oktjabrski     | Oktjabrskoje                           | Moritten             | bis 1954, dann zu Puschkinski; der Ort Oktjabrskoje existiert nicht mehr                                                                           |
| Orechowski     | Orechowo seit vor 1975: Rjabinowka     | Althof Schmoditten   | |
| Perwomaiski    | Perwomaiskoje                          | Kavern               | bis Anfang der 1950er Jahre, dann vermutlich zu Puschkinski; der Ort Perwomaiskoje existiert nicht mehr                                            |
| Pjatidoroschny | Pjatidoroschnoje                       | Bladiau              | seit 1963, vorher im Rajon Laduschkin |
| Pogranitschny  | Sowchosnoje                            | Rippen               | seit 1963, vorher im Rajon Laduschkin |
| Puschkinski    | Puschkino seit vor 1975: Slawskoje     | Posmahlen Kreuzburg  | |
| Tischinski     | Tischino                               | Abschwangen          | bis 1954, dann zu Gwardeiski |
| Tschapajewski  | Tschapajewo seit vor 1968: Dolgorukowo | Schlauthienen Domtau | |
| Tschechowski   | Tschechowo                             | Uderwangen           | seit 1966 (?), vorher Teil von Lugowskoi |
| Uschakowski    | Uschakowo                              | Brandenburg          | seit 1963, vorher im Rajon Laduschkin, ab 1965 zusammen mit Zwetkowski als Nowomoskowski im Rajon Gurjewsk                                         |
| Wladimirowski  | Wladimirowo                            | Tharau               | seit 1959, vorher im Rajon Kaliningrad, von 1962 bis etwa 1966 offenbar Pobedinski und von etwa 1966 bis 1969 vermutlich an Niwenski angeschlossen |
| Zwetkowski     | Zwetkowo                               | Bergau               | seit 1963, vorher im Rajon Laduschkin, ab 1965 zusammen mit Uschakowski als Nowomoskowski im Rajon Gurjewsk                                        |

### Gemeinden 2008–2016

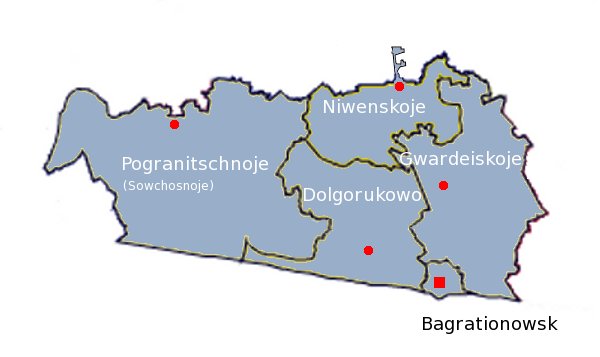
Verwaltungseinteilung des Rajons Bagrationowsk 2008–2016

| Name                 | Verwaltungssitz | deutscher Name  | Anzahl der Orte |
| -------------------- | --------------- | --------------- | --------------- |
| Städtische Gemeinde: |                 |                 |                 |
| Bagrationowskoje     | Bagrationowsk   | Preußisch Eylau | 1               |
| Landgemeinden:       |                 |                 |                 |
| Dolgorukowskoje      | Dolgorukowo     | Domtau          | 18              |
| Gwardeiskoje         | Gwardeiskoje    | Mühlhausen      | 31              |
| Niwenskoje           | Niwenskoje      | Wittenberg      | 13              |
| Pogranitschnoje      | Sowchosnoje     | Rippen          | 25              |

### Einwohnerentwicklung
| Jahr | Einwohner | Bemerkungen                                                                                  |
| ---- | --------- | -------------------------------------------------------------------------------------------- |
| 1946 | 06.816    | Am 1. Mai registrierte Bewohner, ohne Militärangehörige, davon 5.704 Deutsche                |
| 1947 | 14.575    | Anfang Juli, ohne Militärangehörige, davon 4.667 Deutsche                                    |
| 1959 | 19.854    | Bezogen auf den Gebietsbestand von 1960. Umgerechnet auf den Gebietsbestand ab 1965: 31,3 T. |
| 1970 | 35.500    |                                                                                              |
| 1979 | 38.044    |                                                                                              |
| 1989 | 39.724    |                                                                                              |
| 2002 | 45.672    |                                                                                              |
| 2010 | 32.352    | Einschließlich der Stadtkreise Laduschkin und Mamonowo: 44.186                               |
| 2021 | 32.923    |                                                                                              |

### Funktionsträger

#### Parteisekretäre der WKP(B)/KPdSU 1947–1991
- 1947–1952: A. P. Lednew (А. П. Леднев)
- 1952–1959: L. W. Krutikow (Л. В. Крутиков)
- 1959–1962: P. S. Gritschukow (П. С. Гричуков)
- 1962–1970: Alexandr Georgijewitsch Tereschtschenkow (Александр Георгиевич Терещенков)
- 1970–1975: Anatoli Nikolajewitsch Gulewski (Анатолий Николаевич Гулевский)
- 1975–1978: Wladislaw Kusmitsch Dwuretschenski (Владислав Кузьмич Двуреченский)
- 1978–1984: O. W. Tichonenko (О. В. Тихоненко)
- 1984–1989: W. P. Rjabitschka (В. П. Рябичка)
- 1990: N. A. Woltschuga (Н. А. Волчуга)
- 1990–1991: A. I. Starzew (А. И. Старцев)

#### Vorsitzende
- 1946–1947: Sergei Pawlowitsch Strekalowski (Сергей Павлович Стрекаловский)
- 1947–1948: Nikita Sergejewitsch Panitschew (Никита Сергеевич Паничев)
- 1948–1951: W. F. Nikolajew (В. Ф. Николаев)
- 1951–1954: W. D. Semjonow (В. Д. Семёнов)
- 1954–1955: M. E. Sladkow (М. Е. Сладков)
- 1955–1957: D. W. Ilkow (Д. В. Ильков)
- 1957–1961: G. I. Progressow (Г. И. Прогрессов)
- 1961–1963: Anatoli Nikolajewitsch Gulewski (Анатолий Николаевич Гулевский)
- 1963–1965: Nikolai Sidorowitsch Kowalenko (Николай Сидорович Коваленко)
- 1965–1970: Anatoli Nikolajewitsch Gulewski (Анатолий Николаевич Гулевский)
- 1970–1984: Stepan Stepanowitsch Samolenkow (Степан Степанович Самоленков)
- 1984–1990: A. I. Sabolotny (А. И. Заболотный)
- 1990–1999: Wiktor Iwanowitsch Reuzki (Виктор Иванович Реуцкий)
- 1999–2003: Oleg Wassiljewitsch Schlyk (Олег Васильевич Шлык)
- 2004: Eduard Wassiljewitsch Schlyk (Эдуард Васильевич Шлык)
- 2005–2015: Wladimir Eduardowitsch Neskoromny (Владимир Эдуардович Нескоромный)
- 2015–2016: Oleg Wladimirowitsch Iwanin (Олег Владимирович Иванин)
- 2016–2018: Juri Leonidowitsch Karafelow (Юрий Леонидович Карафелов)
- 2018–2021: Nikolai Andrejewitsch Lozman (Николай Андреевич Лоцман)
- seit 2021: Maxim Anatoljewitsch Makartschik (Максим Анатольевич Макарчик)

#### Verwaltungschefs
- 2015: Alexandr Alexejewitsch Tkatschenko (Александр Алексеевич Ткаченко) (i. V.)
- 2015–2017: Dmitri Alexandrowitsch Tschemakin (Дмитрий Александрович Чемакин) (i. V.)
- seit 2017: Maxim Jurjewitsch Asow (Максим Юрьевич Азов)